# Llista de l'art rupestre de l'arc mediterrani a la província d'Alacant
Llista d'abrics i coves de la província d'Alacant inclosos per la UNESCO en l'art rupestre de l'arc mediterrani de la península Ibèrica declarat Patrimoni de la Humanitat.
Els estils rupestres dominants són l'art llevantí, l'art esquemàtic i l'art macroesquemàtic. Tots els jaciments estan declarats béns d'interés cultural i se n'indica el seu codi així com el número d'identificació com a Patrimoni de la Humanitat.
| Monument                                                      | Prot.?     | Estil/època | Localització               | Coordenades                                          | Codi?         | Imatge |
| ------------------------------------------------------------- | ---------- | --- | -------------------------- | ---------------------------------------------------- | ------------- | --- |
| Barranc d'Alpadull, abric IV, abric de les Finestres          | PH 874-130 | Llevantí 3 figures: antropomorf, zoomorf, geomètric                                                                                                 | Alfafara                   | 38° 47′ 07″ N, 0° 35′ 09″ O / 38.785151°N,0.585734°O | PH-874-130    | Carregueu una nova foto d'aquest monument                                                                                           |
| Al Patró                                                      | PH 874-131 | Llevantí, altres 2 figures: antropomorf, geomètric                                                                                                  | La Vall de Gallinera       | 38° 49′ 37″ N, 0° 14′ 16″ O / 38.826952°N,0.237639°O | RI-51-0009773 | Carregueu una nova foto d'aquest monument                                                                                           |
| Cova de la Catxupa, abric III                                 | PH 874-132 | Llevantí 2 figures: antropomorf, zoomorf | Dénia                      | 38° 45′ 07″ N, 0° 06′ 42″ E / 38.751836°N,0.111666°E | RI-51-0009794 | Carregueu una nova foto d'aquest monument                                                                                           |
| Cova del barranc de Migdia                                    | PH 874-133 | Esquemàtic 89 figures: antropomorfs, zoomorfs, geomètrics, simbòlics                                                                                | Xàbia                      | 38° 48′ 19″ N, 0° 07′ 32″ E / 38.805339°N,0.125634°E | RI-51-0006981 | Cova del barranc de Migdia (Xàbia) · Vegeu més fotos d'aquest monument · Carregueu una nova foto d'aquest monument                  |
| Coves Santes de Dalt                                          | PH 874-134 | Esquemàtic 1 figura: antropomorf | Xàbia                      | 38° 48′ 05″ N, 0° 11′ 52″ E / 38.80139°N,0.197833°E  | RI-51-0009761 | Carregueu una nova foto d'aquest monument                                                                                           |
| Coves Santes de Baix                                          | PH 874-135 | Esquemàtic 8 figures: geomètrics | Xàbia                      | 38° 48′ 02″ N, 0° 11′ 50″ E / 38.800487°N,0.197189°E | RI-51-0009760 | Carregueu una nova foto d'aquest monument                                                                                           |
| Pinós                                                         | PH 874-136 | Llevantí, esquemàtic, altres 7 figures: antropomorfs, zoomorfs, geomètrics                                                                          | Benissa                    | 38° 41′ 42″ N, 0° 00′ 39″ E / 38.695123°N,0.01085°E  | RI-51-0009858 | Carregueu una nova foto d'aquest monument                                                                                           |
| Barranc de Frainós, abric I                                   | PH 874-137 | Esquemàtic 7 figures: geomètrics | Alcoleja                   | 38° 40′ 00″ N, 0° 18′ 58″ O / 38.66663°N,0.316161°O  | RI-51-0009845 | Carregueu una nova foto d'aquest monument                                                                                           |
| Barranc de Frainós, abric II                                  | PH 874-138 | Llevantí 9 figures: antropomorfs, zoomorfs, geomètrics                                                                                              | Alcoleja                   | 38° 40′ 06″ N, 0° 18′ 44″ O / 38.668457°N,0.312302°O | RI-51-0009846 | Carregueu una nova foto d'aquest monument                                                                                           |
| Morro Carrascal                                               | PH 874-139 | Esquemàtic 3 figures: geomètrics | Alcoleja                   | 38° 40′ 16″ N, 0° 18′ 45″ O / 38.67102°N,0.312511°O  | RI-51-0009847 | Carregueu una nova foto d'aquest monument                                                                                           |
| Penya de l'ermita del Vicari, abric del Rellotge              | PH 874-140 | Esquemàtic 29 figures: antropomorfs, geomètrics, simbòlics                                                                                          | Altea                      | 38° 39′ 29″ N, 0° 01′ 58″ O / 38.658035°N,0.032727°O | RI-51-0009852 | Carregueu una nova foto d'aquest monument                                                                                           |
| Coves Roges, abric I                                          | PH 874-141 | Macroesquemàtic 1 figura: serpentiforme | Benimassot                 | 38° 45′ 29″ N, 0° 19′ 07″ O / 38.758032°N,0.318618°O | RI-51-0009854 | Carregueu una nova foto d'aquest monument                                                                                           |
| Barranc d'en Grau                                             | PH 874-142 | Esquemàtic 2 figures: antropomorf, altres | La Vall de Gallinera       | 38° 49′ 46″ N, 0° 15′ 01″ O / 38.829345°N,0.250297°O | RI-51-0009774 | Carregueu una nova foto d'aquest monument                                                                                           |
| Coves Roges, abric II                                         | PH 874-143 | Llevantí, esquemàtic, macroesquemàtic 17 figures: antropomorf, geomètrics, simbòlics, serpentiformes, altres                                        | Benimassot                 | 38° 45′ 29″ N, 0° 18′ 42″ O / 38.757965°N,0.311594°O | RI-51-0009855 | Carregueu una nova foto d'aquest monument                                                                                           |
| Coves Roges, abric III                                        | PH 874-144 | Esquemàtic 4 figures: zoomorfs, geomètrics | Benimassot                 | 38° 45′ 29″ N, 0° 18′ 42″ O / 38.757965°N,0.311594°O | RI-51-0009856 | Carregueu una nova foto d'aquest monument                                                                                           |
| L'Esmoladora                                                  | PH 874-145 | Esquemàtic 6 figures: geomètrics | Benimassot                 | 38° 45′ 34″ N, 0° 18′ 09″ O / 38.759572°N,0.302496°O | RI-51-0009857 | Carregueu una nova foto d'aquest monument                                                                                           |
| Serra d'Alfaro                                                | PH 874-146 | Altres 2 figures: geomètrics | Fageca                     | 38° 44′ 19″ N, 0° 15′ 59″ O / 38.738503°N,0.266358°O | RI-51-0009795 | Carregueu una nova foto d'aquest monument                                                                                           |
| Barranc de la Fita, abric I                                   | PH 874-147 | Altres 1 figura: geomètrics | Famorca                    | 38° 43′ 59″ N, 0° 13′ 18″ O / 38.732962°N,0.221751°O | RI-51-0009796 | Carregueu una nova foto d'aquest monument                                                                                           |
| Barranc de la Fita, abric II                                  | PH 874-148 | Esquemàtic 1 figura: geomètrics | Famorca                    | 38° 43′ 59″ N, 0° 13′ 18″ O / 38.732962°N,0.221751°O | RI-51-0009797 | Carregueu una nova foto d'aquest monument                                                                                           |
| Barranc de la Fita, abric III                                 | PH 874-149 | Esquemàtic 3 figures: geomètrics, simbòlics | Famorca                    | 38° 43′ 59″ N, 0° 13′ 18″ O / 38.732962°N,0.221751°O | RI-51-0009798 | Carregueu una nova foto d'aquest monument                                                                                           |
| Barranc de la Fita, abric V                                   | PH 874-150 | Esquemàtic 2 figures: antropomorfs, geomètrics | Famorca                    | 38° 43′ 59″ N, 0° 13′ 18″ O / 38.732962°N,0.221751°O | RI-51-0009799 | Carregueu una nova foto d'aquest monument                                                                                           |
| Coves Roges, abric I                                          | PH 874-151 | Macroesquemàtic 1 figura: geomètrics | Tollos                     | 38° 45′ 19″ N, 0° 15′ 28″ O / 38.755405°N,0.257666°O | RI-51-0009770 | Carregueu una nova foto d'aquest monument                                                                                           |
| Coves Roges, abric II-III                                     | PH 874-152 | Esquemàtic 1 figura: geomètrics | Tollos                     | 38° 45′ 20″ N, 0° 15′ 28″ O / 38.755623°N,0.257678°O | RI-51-0009771 | Carregueu una nova foto d'aquest monument                                                                                           |
| Barranc de Benialí, abric I                                   | PH 874-153 | Esquemàtic 7 figures: geomètrics, simbòlics | La Vall de Gallinera       | 38° 50′ 09″ N, 0° 13′ 16″ O / 38.835763°N,0.2212°O   | RI-51-0009775 | Carregueu una nova foto d'aquest monument                                                                                           |
| Barranc del Xorquet                                           | PH 874-154 | Esquemàtic 1 figura: indeterminat | Tàrbena                    | 38° 42′ 34″ N, 0° 07′ 42″ O / 38.709357°N,0.128417°O | RI-51-0009768 | Barranc del Xorquet (Tàrbena) · Vegeu més fotos d'aquest monument · Carregueu una nova foto d'aquest monument                       |
| Penya Escrita, Cova de ses Lletres, Cova del Regall           | PH 874-155 | Esquemàtic 21 figures: geomètrics, antropomorfs, simbòlics                                                                                          | Tàrbena                    | 38° 41′ 13″ N, 0° 04′ 02″ O / 38.687051°N,0.067306°O | RI-51-0009769 | Penya Escrita (Tàrbena) · Vegeu més fotos d'aquest monument · Carregueu una nova foto d'aquest monument                             |
| Barranc de Bolulla                                            | PH 874-156 | Esquemàtic 2 figures: antropomorfs | Bolulla                    | 38° 41′ 02″ N, 0° 07′ 17″ O / 38.683768°N,0.121372°O | RI-51-0009859 | Carregueu una nova foto d'aquest monument                                                                                           |
| Abric del Racó del Condoig                                    | PH 874-157 | Llevantí, esquemàtic 4 figures: zoomorfs, geomètrics                                                                                                | La Vall d'Alcalà           | 38° 46′ 44″ N, 0° 17′ 00″ O / 38.778845°N,0.283341°O | RI-51-0009801 | Carregueu una nova foto d'aquest monument                                                                                           |
| Abric de les Torrudanes                                       | PH 874-158 | Llevantí, esquemàtic, altres 70 figures: antropomorfs, zoomorf, geomètrics, motius aïllats, indeterminats, simbòlics                                | La Vall d'Ebo              | 38° 49′ 06″ N, 0° 10′ 04″ O / 38.818311°N,0.167813°O | RI-51-0009802 | Carregueu una nova foto d'aquest monument                                                                                           |
| Cova de Reinós                                                | PH 874-159 | Altres 1 figura: zoomorf | La Vall d'Ebo              | 38° 48′ 41″ N, 0° 08′ 46″ O / 38.811268°N,0.146112°O | RI-51-0009803 | Carregueu una nova foto d'aquest monument                                                                                           |
| Cova Fosca                                                    | PH 874-160 | Altres 19 figures: zoomorfs | La Vall d'Ebo              | 38° 48′ 48″ N, 0° 09′ 06″ O / 38.813212°N,0.151804°O | RI-51-0009804 | Cova Fosca (la Vall d'Ebo) · Vegeu més fotos d'aquest monument · Carregueu una nova foto d'aquest monument                          |
| Barranc de la Palla                                           | PH 874-161 | Llevantí, esquemàtic 57 figures: antropomorfs, zoomorfs, geomètrics, escenes, simbòlics                                                             | Tormos                     | 38° 48′ 06″ N, 0° 05′ 04″ O / 38.801613°N,0.08433°O  | RI-51-0009772 | Carregueu una nova foto d'aquest monument                                                                                           |
| Cova Llarga                                                   | PH 874-162 | Esquemàtic 1 figura: antropomorf | L'Orxa                     | 38° 50′ 12″ N, 0° 18′ 35″ O / 38.836783°N,0.309829°O | RI-51-0009800 | Carregueu una nova foto d'aquest monument                                                                                           |
| Cova del Mançano                                              | PH 874-163 | Llevantí, esquemàtic 41 figures: antropomorfs, zoomorfs, geomètrics, escenes, objectes aïllats                                                      | Xaló                       | 38° 42′ 35″ N, 0° 03′ 01″ O / 38.709754°N,0.050139°O | RI-51-0009759 | Cova del Mançano (Xaló) · Vegeu més fotos d'aquest monument · Carregueu una nova foto d'aquest monument                             |
| Barranc de Benialí, abric II                                  | PH 874-164 | Esquemàtic 5 figures: antropomorfs, geomètrics | La Vall de Gallinera       | 38° 50′ 08″ N, 0° 13′ 16″ O / 38.835629°N,0.221166°O | RI-51-0009776 | Carregueu una nova foto d'aquest monument                                                                                           |
| Abric de Seguili                                              | PH 874-165 | Esquemàtic 1 figura: antropomorf | Alcalalí                   | 38° 45′ 33″ N, 0° 02′ 49″ O / 38.759238°N,0.046945°O | RI-51-0009837 | Carregueu una nova foto d'aquest monument                                                                                           |
| Cova de les Aranyes del Carabassí                             | PH 874-166 | Esquemàtic 1 figura: zoomorf | Santa Pola                 | 38° 13′ 53″ N, 0° 30′ 54″ O / 38.23132°N,0.515052°O  | RI-51-0009767 | Cova de les Aranyes del Carabassí (Santa Pola) · Vegeu més fotos d'aquest monument · Carregueu una nova foto d'aquest monument      |
| Barranc de Benialí, abric III                                 | PH 874-167 | Llevantí, esquemàtic, altres 25 figures: antropomorfs, zoomorfs, geomètrics, indeterminats                                                          | La Vall de Gallinera       | 38° 50′ 08″ N, 0° 13′ 16″ O / 38.835604°N,0.221165°O | RI-51-0009777 | Carregueu una nova foto d'aquest monument                                                                                           |
| Barranc de Benialí, abric IV                                  | PH 874-168 | Llevantí, esquemàtic, macroesquemàtic 22 figures: antropomorf, zoomorf, geomètrics, simbòlics, serpentiformes                                       | La Vall de Gallinera       | 38° 50′ 08″ N, 0° 13′ 16″ O / 38.835604°N,0.221165°O | RI-51-0009778 | Barranc de Benialí, abric IV (la Vall de Gallinera) · Vegeu més fotos d'aquest monument · Carregueu una nova foto d'aquest monument |
| Barranc de Benialí, abric V                                   | PH 874-169 | Esquemàtic 7 figures: antropomorf, geomètrics, simbòlics                                                                                            | La Vall de Gallinera       | 38° 50′ 08″ N, 0° 13′ 16″ O / 38.835604°N,0.221165°O | RI-51-0009779 | Carregueu una nova foto d'aquest monument                                                                                           |
| Barranc de la Cova Jeroni, abric I                            | PH 874-170 | Esquemàtic 5 figures: simbòlics | La Vall de Gallinera       | 38° 49′ 45″ N, 0° 13′ 09″ O / 38.829244°N,0.219116°O | RI-51-0009780 | Barranc de la Cova Jeroni, abric I (la Vall de Gallinera) · Carregueu una nova foto d'aquest monument                               |
| Barranc de la Cova Negra                                      | PH 874-171 | Esquemàtic 2 figures: antropomorfs, geomètrics | La Vall de Gallinera       | 38° 50′ 07″ N, 0° 12′ 18″ O / 38.83522°N,0.205061°O  | RI-51-0009781 | Carregueu una nova foto d'aquest monument                                                                                           |
| Barranc de la Magrana                                         | PH 874-172 | Esquemàtic 8 figures: zoomorfs, geomètrics, simbòlics                                                                                               | La Vall de Gallinera       | 38° 49′ 49″ N, 0° 13′ 13″ O / 38.830172°N,0.220222°O | RI-51-0009782 | Barranc de la Magrana (la Vall de Gallinera) · Vegeu més fotos d'aquest monument · Carregueu una nova foto d'aquest monument        |
| Barranc d'Alpadull, abric I                                   | PH 874-173 | Esquemàtic 3 figures: antropomorfs, geomètrics | Alfafara                   | 38° 46′ 11″ N, 0° 34′ 42″ O / 38.769694°N,0.578223°O | RI-51-0009848 | Carregueu una nova foto d'aquest monument                                                                                           |
| Barranc de Parets                                             | PH 874-174 | Llevantí 1 figura: antropomorf | La Vall de Gallinera       | 38° 50′ 10″ N, 0° 12′ 06″ O / 38.836031°N,0.20158°O  | RI-51-0009783 | Carregueu una nova foto d'aquest monument                                                                                           |
| Benirrama, abric I                                            | PH 874-175 | Llevantí, esquemàtic, altres 28 figures: antropomorfs, geomètrics                                                                                   | La Vall de Gallinera       | 38° 50′ 10″ N, 0° 12′ 02″ O / 38.835987°N,0.200423°O | RI-51-0009784 | Carregueu una nova foto d'aquest monument                                                                                           |
| Benirrama, abric II                                           | PH 874-176 | Llevantí 15 figures: antropomorfs, zoomorfs, objectes aïllats                                                                                       | La Vall de Gallinera       | 38° 50′ 10″ N, 0° 12′ 02″ O / 38.835987°N,0.200423°O | RI-51-0009785 | Carregueu una nova foto d'aquest monument                                                                                           |
| Cova Jeroni                                                   | PH 874-177 | Esquemàtic 15 figures: antropomorfs, zoomorfs, geomètrics, simbòlics                                                                                | La Vall de Gallinera       | 38° 49′ 45″ N, 0° 13′ 09″ O / 38.82924°N,0.219121°O  | RI-51-0009786 | Carregueu una nova foto d'aquest monument                                                                                           |
| Racó del Pou                                                  | PH 874-178 | Llevantí, esquemàtic, altres 13 figures: zoomorf, geomètrics, simbòlics, antropomorfs                                                               | La Vall de Gallinera       | 38° 49′ 48″ N, 0° 14′ 52″ O / 38.829909°N,0.247891°O | RI-51-0009742 | Carregueu una nova foto d'aquest monument                                                                                           |
| Abric de la Gleda                                             | PH 874-179 | Esquemàtic 1 figura: antropomorf | Planes Barranc de la Gleda | 38° 47′ 06″ N, 0° 17′ 11″ O / 38.784883°N,0.286455°O | RI-51-0009762 | Carregueu una nova foto d'aquest monument                                                                                           |
| Barranc de la Penya Blanca                                    | PH 874-180 | Llevantí 2 figures: zoomorf, geomètric | Planes                     | 38° 46′ 29″ N, 0° 18′ 52″ O / 38.774717°N,0.314474°O | RI-51-0009763 | Carregueu una nova foto d'aquest monument                                                                                           |
| Barranc dels Garrofers, abric I                               | PH 874-181 | Esquemàtic 4 figures: geomètrics | Planes                     | 38° 48′ 12″ N, 0° 18′ 36″ O / 38.803447°N,0.309917°O | RI-51-0009764 | Carregueu una nova foto d'aquest monument                                                                                           |
| Barranc dels Garrofers, abric II                              | PH 874-182 | Esquemàtic 4 figures: geomètrics, simbòlics | Planes                     | 38° 48′ 12″ N, 0° 18′ 36″ O / 38.803447°N,0.309917°O | RI-51-0009765 | Carregueu una nova foto d'aquest monument                                                                                           |
| Coves de la Vila                                              | PH 874-183 | Llevantí 2 figures: zoomorfs, geomètrics | Planes                     | 38° 48′ 32″ N, 0° 20′ 44″ O / 38.808781°N,0.345417°O | RI-51-0009766 | Carregueu una nova foto d'aquest monument                                                                                           |
| Barranc d'Alpadull, abric II                                  | PH 874-184 | Esquemàtic 3 figures: geomètrics | Alfafara                   | 38° 46′ 11″ N, 0° 34′ 42″ O / 38.769656°N,0.578199°O | RI-51-0009849 | Carregueu una nova foto d'aquest monument                                                                                           |
| Barranc de l'Infern, conjunt I abric I                        | PH 874-185 | Esquemàtic 2 figures: antropomorfs | La Vall de Laguar          | 38° 47′ 01″ N, 0° 07′ 02″ O / 38.783512°N,0.117305°O | RI-51-0009743 | Carregueu una nova foto d'aquest monument                                                                                           |
| Barranc de l'Infern, conjunt II abric I                       | PH 874-186 | Esquemàtic, macroesquemàtic 9 figures: geomètrics, simbòlics                                                                                        | La Vall de Laguar          | 38° 46′ 41″ N, 0° 07′ 03″ O / 38.77813°N,0.11753°O   | RI-51-0009744 | Carregueu una nova foto d'aquest monument                                                                                           |
| Barranc de l'Infern, conjunt II abric II                      | PH 874-187 | Esquemàtic 1 figura: indeterminat | La Vall de Laguar          | 38° 47′ 01″ N, 0° 07′ 02″ O / 38.783512°N,0.117305°O | RI-51-0009745 | Carregueu una nova foto d'aquest monument                                                                                           |
| Barranc de l'Infern, conjunt III abric I                      | PH 874-188 | Esquemàtic 25 figures: antropomorf, zoomorfs, geomètrics                                                                                            | La Vall de Laguar          | 38° 47′ 01″ N, 0° 07′ 02″ O / 38.783512°N,0.117305°O | RI-51-0009746 | Carregueu una nova foto d'aquest monument                                                                                           |
| Barranc de l'Infern, conjunt III abric II                     | PH 874-189 | Esquemàtic 1 figura: geomètric | La Vall de Laguar          | 38° 47′ 01″ N, 0° 07′ 02″ O / 38.783512°N,0.117305°O | RI-51-0009747 | Carregueu una nova foto d'aquest monument                                                                                           |
| Barranc de l'Infern, conjunt III abric III                    | PH 874-190 | Esquemàtic 10 figures: geomètrics, zoomorfs | La Vall de Laguar          | 38° 47′ 01″ N, 0° 07′ 02″ O / 38.783512°N,0.117305°O | RI-51-0009867 | Carregueu una nova foto d'aquest monument                                                                                           |
| Barranc de l'Infern, conjunt III abric IV                     | PH 874-191 | Esquemàtic 5 figures: antropomorfs, geomètrics | La Vall de Laguar          | 38° 47′ 01″ N, 0° 07′ 02″ O / 38.783512°N,0.117305°O | RI-51-0009748 | Carregueu una nova foto d'aquest monument                                                                                           |
| Barranc de l'Infern, conjunt III abric V                      | PH 874-192 | Esquemàtic 3 figures: antropomorfs | La Vall de Laguar          | 38° 47′ 01″ N, 0° 07′ 02″ O / 38.783512°N,0.117305°O | RI-51-0009749 | Carregueu una nova foto d'aquest monument                                                                                           |
| Barranc de l'Infern, conjunt III abric VI                     | PH 874-193 | Esquemàtic 3 figures: geomètrics | La Vall de Laguar          | 38° 47′ 01″ N, 0° 07′ 02″ O / 38.783512°N,0.117305°O | RI-51-0009750 | Carregueu una nova foto d'aquest monument                                                                                           |
| Barranc de l'Infern, conjunt IV abric I                       | PH 874-194 | Esquemàtic, macroesquemàtic, altres 18 figures: antropomorfs, geométrics, indeterminats                                                             | La Vall de Laguar          | 38° 47′ 01″ N, 0° 07′ 02″ O / 38.783512°N,0.117305°O | RI-51-0009751 | Carregueu una nova foto d'aquest monument                                                                                           |
| Barranc d'Alpadull, abric III                                 | PH 874-195 | Esquemàtic 13 figures: antropomorfs, geométrics | Alfafara                   | 38° 47′ 01″ N, 0° 07′ 02″ O / 38.78350°N,0.11731°O   | RI-51-0009850 | Carregueu una nova foto d'aquest monument                                                                                           |
| Barranc de l'Infern, conjunt IV abric II                      | PH 874-196 | Esquemàtic, macroesquemàtic, altres 16 figures: antropomorfs, geométrics                                                                            | La Vall de Laguar          | 38° 47′ 01″ N, 0° 07′ 02″ O / 38.783512°N,0.117305°O | RI-51-0009752 | Carregueu una nova foto d'aquest monument                                                                                           |
| Barranc de l'Infern, conjunt IV abric III                     | PH 874-197 | Esquemàtic 6 figures: antropomorfs | La Vall de Laguar          | 38° 47′ 01″ N, 0° 07′ 02″ O / 38.783512°N,0.117305°O | PH-874-197    | Carregueu una nova foto d'aquest monument                                                                                           |
| Barranc de l'Infern, conjunt IV abric IV                      | PH 874-198 | Esquemàtic 2 figures: antropomorfs | La Vall de Laguar          | 38° 47′ 01″ N, 0° 07′ 02″ O / 38.783512°N,0.117305°O | RI-51-0009753 | Carregueu una nova foto d'aquest monument                                                                                           |
| Barranc de l'Infern, conjunt IV abric V                       | PH 874-199 | Esquemàtic 2 figures: antropomorfs, geomètrics | La Vall de Laguar          | 38° 47′ 01″ N, 0° 07′ 02″ O / 38.783512°N,0.117305°O | RI-51-0009754 | Carregueu una nova foto d'aquest monument                                                                                           |
| Barranc de l'Infern, conjunt V abric I                        | PH 874-200 | Esquemàtic 1 figura: antropomorf | La Vall de Laguar          | 38° 47′ 01″ N, 0° 07′ 02″ O / 38.783512°N,0.117305°O | RI-51-0009755 | Carregueu una nova foto d'aquest monument                                                                                           |
| Barranc de l'Infern, conjunt VI abric I                       | PH 874-201 | Llevantí 11 figures: antropomorfs, zoomorfs, geomètrics, objectes aïllats                                                                           | La Vall de Laguar          | 38° 47′ 01″ N, 0° 07′ 02″ O / 38.783512°N,0.117305°O | RI-51-0009756 | Carregueu una nova foto d'aquest monument                                                                                           |
| Barranc de l'Infern, conjunt VI abric II                      | PH 874-202 | Llevantí, esquemàtic 6 figures: antropomorfs, geomètrics                                                                                            | La Vall de Laguar          | 38° 47′ 01″ N, 0° 07′ 02″ O / 38.783512°N,0.117305°O | RI-51-0009757 | Carregueu una nova foto d'aquest monument                                                                                           |
| Racó de la Cova dels Llidoners                                | PH 874-203 | Esquemàtic 6 figures: geomètrics | La Vall de Laguar          | 38° 46′ 21″ N, 0° 06′ 31″ O / 38.772484°N,0.108531°O | RI-51-0009758 | Carregueu una nova foto d'aquest monument                                                                                           |
| Barranc de Bil·la, abric I                                    | PH 874-204 | Esquemàtic 1 figura: geomètric | Castell de Castells        | 38° 44′ 26″ N, 0° 12′ 15″ O / 38.740611°N,0.204195°O | RI-51-0009860 | Carregueu una nova foto d'aquest monument                                                                                           |
| El Pantanet                                                   | PH 874-205 | Llevantí, altres 1 figura: antropomorf | Alfafara                   | 38° 47′ 13″ N, 0° 33′ 58″ O / 38.787041°N,0.566164°O | RI-51-0009851 | Carregueu una nova foto d'aquest monument                                                                                           |
| Barranc de Bil·la, abric II                                   | PH 874-206 | Esquemàtic 1 figura: indeterminat | Castell de Castells        | 38° 44′ 26″ N, 0° 12′ 15″ O / 38.740611°N,0.204195°O | RI-51-0009861 | Carregueu una nova foto d'aquest monument                                                                                           |
| Barranc de Famorca, abric I                                   | PH 874-207 | Macroesquemàtic 1 figura: geomètric | Famorca                    | 38° 43′ 57″ N, 0° 13′ 18″ O / 38.73243°N,0.22172°O   | RI-51-0009862 | Carregueu una nova foto d'aquest monument                                                                                           |
| Barranc de Famorca, abric II                                  | PH 874-208 | Esquemàtic 5 figures: geomètrics | Famorca                    | 38° 43′ 53″ N, 0° 13′ 14″ O / 38.731504°N,0.22061°O  | RI-51-0009863 | Carregueu una nova foto d'aquest monument                                                                                           |
| Barranc de Famorca, abric III                                 | PH 874-209 | Esquemàtic 4 figures: geomètrics, simbòlics | Castell de Castells        | 38° 44′ 01″ N, 0° 13′ 01″ O / 38.73367°N,0.21708°O   | RI-51-0009864 | Carregueu una nova foto d'aquest monument                                                                                           |
| Barranc de Famorca, abric IV                                  | PH 874-210 | Esquemàtic 1 figura: geomètric | Castell de Castells        | 38° 44′ 04″ N, 0° 12′ 46″ O / 38.73447°N,0.21273°O   | RI-51-0009865 | Carregueu una nova foto d'aquest monument                                                                                           |
| Barranc de Famorca, abric V                                   | PH 874-211 | Esquemàtic, macroesquemàtic 18 figures: antropomorf, geomètrics, simbòlics, serpentiformes                                                          | Castell de Castells        | 38° 43′ 57″ N, 0° 12′ 53″ O / 38.73245°N,0.21482°O   | RI-51-0009866 | Carregueu una nova foto d'aquest monument                                                                                           |
| Barranc de Famorca, abric VI, Cova de Santa Maria             | PH 874-212 | Llevantí 20 figures: antropomorfs, zoomorfs, escenes, objectes aïllats                                                                              | Castell de Castells        | 38° 43′ 58″ N, 0° 12′ 47″ O / 38.73268°N,0.21309°O   | RI-51-0009868 | Carregueu una nova foto d'aquest monument                                                                                           |
| Barranc de Galistero                                          | PH 874-213 | Llevantí 3 figures: antropomorfs, zoomorfs, geomètrics                                                                                              | Castell de Castells        | 38° 44′ 07″ N, 0° 09′ 38″ O / 38.735205°N,0.160682°O | RI-51-0009813 | Carregueu una nova foto d'aquest monument                                                                                           |
| Cova Alta, abric I                                            | PH 874-214 | Esquemàtic, macroesquemàtic 8 figures: geomètrics, serpentiformes, altres                                                                           | Castell de Castells        | 38° 45′ 23″ N, 0° 11′ 23″ O / 38.75651°N,0.189754°O  | RI-51-0009814 | Carregueu una nova foto d'aquest monument                                                                                           |
| Cova Alta, abric II                                           | PH 874-215 | Llevantí, esquemàtic 24 figures: antropomorfs, zoomorfs, geomètrics, simbólics                                                                      | Castell de Castells        | 38° 45′ 23″ N, 0° 11′ 23″ O / 38.75651°N,0.189754°O  | RI-51-0009815 | Carregueu una nova foto d'aquest monument                                                                                           |
| Penya de Benicadell                                           | PH 874-216 | Esquemàtic 15 figures: antropomorfs, geomètrics | Beniarrés                  | 38° 50′ 01″ N, 0° 24′ 08″ O / 38.833473°N,0.402108°O | RI-51-0009853 | Carregueu una nova foto d'aquest monument                                                                                           |
| Cova Alta, abric III                                          | PH 874-217 | Llevantí, esquemàtic, altres 7 figures: antropomorfs, geomètrics, simbólics                                                                         | Castell de Castells        | 38° 45′ 23″ N, 0° 11′ 23″ O / 38.75651°N,0.189754°O  | RI-51-0009816 | Carregueu una nova foto d'aquest monument                                                                                           |
| Esbardal de Miquel el Serril, abric I                         | PH 874-218 | Llevantí 2 figures: antropomorf, zoomorf | Castell de Castells        | 38° 42′ 44″ N, 0° 11′ 25″ O / 38.712329°N,0.19031°O  | RI-51-0009817 | Carregueu una nova foto d'aquest monument                                                                                           |
| Esbardal de Miquel el Serril, abric II                        | PH 874-219 | Esquemàtic 1 figura: indeterminat | Castell de Castells        | 38° 42′ 44″ N, 0° 11′ 25″ O / 38.712329°N,0.19031°O  | RI-51-0009818 | Carregueu una nova foto d'aquest monument                                                                                           |
| Pla de Petracos, abric I                                      | PH 874-220 | Llevantí 6 figures: zoomorfs, geomètrics, antropomorfs                                                                                              | Castell de Castells        | 38° 45′ 42″ N, 0° 10′ 53″ O / 38.76165°N,0.18147°O   | RI-51-0009819 | Pla de Petracos, abric I (Castell de Castells) · Vegeu més fotos d'aquest monument · Carregueu una nova foto d'aquest monument      |
| Pla de Petracos, abric III                                    | PH 874-221 | Macroesquemàtic 2 figures: indeterminats | Castell de Castells        | 38° 45′ 45″ N, 0° 10′ 57″ O / 38.76258°N,0.18258°O   | RI-51-0009820 | Carregueu una nova foto d'aquest monument                                                                                           |
| Pla de Petracos, abric IV                                     | PH 874-222 | Macroesquemàtic 2 figures: antropomorf, indeterminat                                                                                                | Castell de Castells        | 38° 45′ 44″ N, 0° 10′ 57″ O / 38.76213°N,0.18260°O   | RI-51-0009821 | Carregueu una nova foto d'aquest monument                                                                                           |
| Pla de Petracos, abric V                                      | PH 874-223 | Macroesquemàtic 4 figures: antropomorfs, geomètrics, serpentiformes                                                                                 | Castell de Castells        | 38° 45′ 44″ N, 0° 10′ 55″ O / 38.76211°N,0.18202°O   | RI-51-0009822 | Pla de Petracos, abric V (Castell de Castells) · Vegeu més fotos d'aquest monument · Carregueu una nova foto d'aquest monument      |
| Pla de Petracos, abric VII                                    | PH 874-224 | Macroesquemàtic 3 figures: geomètrics, serpentiformes                                                                                               | Castell de Castells        | 38° 45′ 45″ N, 0° 10′ 56″ O / 38.76239°N,0.18236°O   | RI-51-0009823 | Pla de Petracos, abric VII (Castell de Castells) · Vegeu més fotos d'aquest monument · Carregueu una nova foto d'aquest monument    |
| Pla de Petracos, abric VIII                                   | PH 874-225 | Macroesquemàtic 5 figures: antropomofs, altres | Castell de Castells        | 38° 45′ 45″ N, 0° 10′ 57″ O / 38.76240°N,0.18259°O   | RI-51-0009824 | Pla de Petracos, abric VIII (Castell de Castells) · Vegeu més fotos d'aquest monument · Carregueu una nova foto d'aquest monument   |
| Racó de Gorgori, abric I                                      | PH 874-226 | Esquemàtic 7 figures: antropomofs, geomètrics | Castell de Castells        | 38° 45′ 35″ N, 0° 12′ 58″ O / 38.759806°N,0.216043°O | RI-51-0009825 | Carregueu una nova foto d'aquest monument                                                                                           |
| Abric de la Paella                                            | PH 874-227 | Esquemàtic, altres 1 figura: antropomof, indeterminat                                                                                               | Cocentaina                 | 38° 45′ 55″ N, 0° 27′ 15″ O / 38.765244°N,0.454091°O | RI-51-0009831 | Carregueu una nova foto d'aquest monument                                                                                           |
| Racó de Gorgori, abric II                                     | PH 874-228 | Esquemàtic 3 figures: antropomofs | Castell de Castells        | 38° 45′ 35″ N, 0° 12′ 58″ O / 38.759806°N,0.216043°O | RI-51-0009826 | Carregueu una nova foto d'aquest monument                                                                                           |
| Racó de Gorgori, abric IV                                     | PH 874-229 | Esquemàtic 5 figures: geomètrics | Castell de Castells        | 38° 45′ 35″ N, 0° 12′ 58″ O / 38.759806°N,0.216043°O | RI-51-0009827 | Carregueu una nova foto d'aquest monument                                                                                           |
| Racó de Gorgori, abric V                                      | PH 874-230 | Llevantí, esquemàtic 14 figures: antropomorfs, zoomorfs, geomètrics                                                                                 | Castell de Castells        | 38° 45′ 35″ N, 0° 12′ 58″ O / 38.759806°N,0.216043°O | RI-51-0009828 | Carregueu una nova foto d'aquest monument                                                                                           |
| Racó de Sorellets, abric I                                    | PH 874-231 | Llevantí, macroesquemàtic 2 figures: indeterminat, serpentiforme                                                                                    | Castell de Castells        | 38° 45′ 56″ N, 0° 10′ 57″ O / 38.765461°N,0.182483°O | RI-51-0009829 | Carregueu una nova foto d'aquest monument                                                                                           |
| Racó de Sorellets, abric II                                   | PH 874-232 | Llevantí 21 figures: antropomorfs, zoomorfs, geomètrics                                                                                             | Castell de Castells        | 38° 45′ 56″ N, 0° 10′ 57″ O / 38.765461°N,0.182483°O | RI-51-0009830 | Carregueu una nova foto d'aquest monument                                                                                           |
| Barranc de les Covatelles                                     | PH 874-233 | Llevantí, esquemàtic 8 figures: zoomorfs, simbòlics, geomètrics                                                                                     | Confrides                  | 38° 41′ 18″ N, 0° 16′ 43″ O / 38.688294°N,0.278607°O | RI-51-0009834 | Carregueu una nova foto d'aquest monument                                                                                           |
| Penyal de les Carrasques, abric I                             | PH 874-234 | Llevantí 2 figures: antropomorf, zoomorf | Confrides                  | 38° 41′ 33″ N, 0° 16′ 13″ O / 38.692582°N,0.270389°O | RI-51-0009835 | Carregueu una nova foto d'aquest monument                                                                                           |
| Penyal de les Carrasques, abric II                            | PH 874-235 | Llevantí 1 figura: zoomorf | Confrides                  | 38° 41′ 36″ N, 0° 18′ 05″ O / 38.69334°N,0.301418°O  | RI-51-0009836 | Carregueu una nova foto d'aquest monument                                                                                           |
| Port de Confrides, abric I                                    | PH 874-236 | Esquemàtic 1 figura: geomètric | Confrides                  | 38° 41′ 46″ N, 0° 18′ 05″ O / 38.696028°N,0.301321°O | RI-51-0009787 | Carregueu una nova foto d'aquest monument                                                                                           |
| Port de Confrides, abric II                                   | PH 874-237 | Llevantí 15 figures: antropomorfs, zoomorfs, geomètrics                                                                                             | Confrides                  | 38° 41′ 46″ N, 0° 18′ 05″ O / 38.696028°N,0.301321°O | RI-51-0009788 | Carregueu una nova foto d'aquest monument                                                                                           |
| Abric de la Penya Banyà                                       | PH 874-238 | Esquemàtic 1 figura: zoomorf | Cocentaina                 | 38° 44′ 56″ N, 0° 27′ 17″ O / 38.749021°N,0.454636°O | RI-51-0009832 | Carregueu una nova foto d'aquest monument                                                                                           |
| Port de Confrides, abric III                                  | PH 874-239 | Llevantí, esquemàtic 2 figures: zoomorf, simbòlic                                                                                                   | Confrides                  | 38° 41′ 46″ N, 0° 18′ 05″ O / 38.696028°N,0.301321°O | RI-51-0009789 | Carregueu una nova foto d'aquest monument                                                                                           |
| Barranc del Sord, abric I                                     | PH 874-240 | Esquemàtic 1 figura: geomètric | Confrides                  | 38° 42′ 36″ N, 0° 14′ 32″ O / 38.709994°N,0.242153°O | RI-51-0009790 | Carregueu una nova foto d'aquest monument                                                                                           |
| Barranc del Sord, abric II                                    | PH 874-241 | Llevantí 1 figura: zoomorf | Confrides                  | 38° 42′ 36″ N, 0° 14′ 32″ O / 38.709994°N,0.242153°O | RI-51-0009791 | Carregueu una nova foto d'aquest monument                                                                                           |
| Barranc del Salt del Castellet, abric I                       | PH 874-242 | Esquemàtic 2 figures: geomètrics | Penàguila                  | 38° 40′ 20″ N, 0° 21′ 43″ O / 38.672201°N,0.361971°O | RI-51-0009805 | Carregueu una nova foto d'aquest monument                                                                                           |
| Barranc del Salt del Castellet, abric II                      | PH 874-243 | Esquemàtic 7 figures: geomètrics, antropomorfs | Penàguila                  | 38° 40′ 20″ N, 0° 21′ 43″ O / 38.672201°N,0.361971°O | RI-51-0009806 | Carregueu una nova foto d'aquest monument                                                                                           |
| Barranc del Salt del Castellet, abric III                     | PH 874-244 | Esquemàtic 6 figures: antropomorfs, geomètrics | Penàguila                  | 38° 40′ 20″ N, 0° 21′ 43″ O / 38.672201°N,0.361971°O | RI-51-0009807 | Carregueu una nova foto d'aquest monument                                                                                           |
| Barranc del Salt del Castellet, abric IV, Arc de Santa Llúcia | PH 874-245 | Esquemàtic 7 figures: geomètrics | Penàguila                  | 38° 40′ 20″ N, 0° 21′ 43″ O / 38.672201°N,0.361971°O | RI-51-0009808 | Carregueu una nova foto d'aquest monument                                                                                           |
| Barranc del Salt del Castellet, abric V                       | PH 874-246 | Esquemàtic 1 figura: geomètric | Penàguila                  | 38° 40′ 20″ N, 0° 21′ 43″ O / 38.672201°N,0.361971°O | RI-51-0009809 | Carregueu una nova foto d'aquest monument                                                                                           |
| Barranc del Salt del Castellet, abric VI                      | PH 874-247 | Esquemàtic 30 figures: antropomorfs, geomètrics, simbòlics                                                                                          | Penàguila                  | 38° 40′ 20″ N, 0° 21′ 43″ O / 38.672201°N,0.361971°O | RI-51-0009810 | Carregueu una nova foto d'aquest monument                                                                                           |
| Port de Penàguila, abric I                                    | PH 874-248 | Llevantí, altres 11 figures: antropomorfs, zoomorfs, geomètrics                                                                                     | Penàguila                  | 38° 40′ 13″ N, 0° 21′ 43″ O / 38.670375°N,0.362036°O | RI-51-0009812 | Carregueu una nova foto d'aquest monument                                                                                           |
| Barranc de Màstec                                             | PH 874-249 | Altres 5 figures: cassoletes, cruciformes | Cocentaina                 | 38° 43′ 59″ N, 0° 28′ 13″ O / 38.73313°N,0.470163°O  | RI-51-0009833 | Carregueu una nova foto d'aquest monument                                                                                           |
| Port de Penàguila, abric II                                   | PH 874-250 | Esquemàtic 47 figures: zoomorfs, geomètric, simbòlics                                                                                               | Penàguila                  | 38° 40′ 14″ N, 0° 22′ 04″ O / 38.670513°N,0.367785°O | RI-51-0009811 | Carregueu una nova foto d'aquest monument                                                                                           |
| Barranc de les Coves, abric I                                 | PH 874-251 | Esquemàtic 7 figures: geomètrics, zoomorfs | Alcoi                      | 38° 40′ 33″ N, 0° 34′ 12″ O / 38.675799°N,0.569863°O | RI-51-0009841 | Carregueu una nova foto d'aquest monument                                                                                           |
| Barranc de les Coves, abric II                                | PH 874-252 | Esquemàtic 1 figura: geomètric | Alcoi                      | 38° 40′ 33″ N, 0° 34′ 12″ O / 38.675799°N,0.569863°O | RI-51-0009842 | Carregueu una nova foto d'aquest monument                                                                                           |
| Barranc de les Coves, abric III                               | PH 874-253 | Esquemàtic 1 figura: zoomorf | Alcoi                      | 38° 40′ 33″ N, 0° 34′ 12″ O / 38.675799°N,0.569863°O | RI-51-0009843 | Carregueu una nova foto d'aquest monument                                                                                           |
| Barranc de les Coves, abric IV                                | PH 874-254 | Esquemàtic 5 figures: antropomorf, geomètric | Alcoi                      | 38° 40′ 33″ N, 0° 34′ 12″ O / 38.675799°N,0.569863°O | RI-51-0009844 | Carregueu una nova foto d'aquest monument                                                                                           |
| La Sarga, abric I                                             | PH 874-255 | Llevantí, macroesquemàtic 72 figures: antropomorfs, zoomorfs, serpentiformes, indeterminats, escenes, geomètrics                                    | Alcoi                      | 38° 38′ 14″ N, 0° 27′ 19″ O / 38.637278°N,0.455139°O | RI-51-0009838 | La Sarga, abric I (Alcoi) · Vegeu més fotos d'aquest monument · Carregueu una nova foto d'aquest monument                           |
| La Sarga, abric II                                            | PH 874-256 | Llevantí, esquemàtic, macroesquemàtic, altres 168 figures: antropomorfs, zoomorfs, geomètrics, escenes, objectes aïllats, serpentiformes, simbòlics | Alcoi                      | 38° 38′ 14″ N, 0° 27′ 19″ O / 38.637278°N,0.455139°O | RI-51-0009839 | La Sarga, abric II (Alcoi) · Vegeu més fotos d'aquest monument · Carregueu una nova foto d'aquest monument                          |
| La Sarga, abric III                                           | PH 874-257 | Esquemàtic, macroesquemàtic 10 figures: antropomorfs, geomètric, serpentiformes, altres                                                             | Alcoi                      | 38° 38′ 14″ N, 0° 27′ 19″ O / 38.637278°N,0.455139°O | RI-51-0009840 | Carregueu una nova foto d'aquest monument                                                                                           |
| Cova de la Catxupa, abric I                                   | PH 874-258 | Altres 7 figures: antropomorfs, zoomorfs | Dénia                      | 38° 45′ 07″ N, 0° 06′ 42″ E / 38.751841°N,0.111663°E | RI-51-0009792 | Carregueu una nova foto d'aquest monument                                                                                           |
| Cova de la Catxupa, abric II                                  | PH 874-259 | Llevantí 59 figures: antropomorfs, zoomorfs | Dénia                      | 38° 45′ 07″ N, 0° 06′ 42″ E / 38.751841°N,0.111663°E | RI-51-0009793 | Carregueu una nova foto d'aquest monument                                                                                           |